# Oriskany
Oriskany és una població dels Estats Units a l'estat de Nova York. Segons el cens del 2000 tenia 1.459 habitants.

## Demografia
Segons el cens del 2000, Oriskany tenia 1.459 habitants, 553 habitatges, i 379 famílies. La densitat de població era de 678,7 habitants per km².
Dels 553 habitatges en un 33,8% hi vivien nens de menys de 18 anys, en un 53,7% hi vivien parelles casades, en un 11,9% dones solteres, i en un 31,3% no eren unitats familiars. En el 27,8% dels habitatges hi vivien persones soles el 14,1% de les quals corresponia a persones de 65 anys o més que vivien soles. El nombre mitjà de persones vivint en cada habitatge era de 2,5 i el nombre mitjà de persones que vivien en cada família era de 3,08.
Per edats la població es repartia de la següent manera: un 24,5% tenia menys de 18 anys, un 6,8% entre 18 i 24, un 24,7% entre 25 i 44, un 24,7% de 45 a 60 i un 19,3% 65 anys o més.
L'edat mediana era de 41 anys. Per cada 100 dones de 18 o més anys hi havia 78,4 homes.
La renda mediana per habitatge era de 38.365 $ i la renda mediana per família de 45.066 $. Els homes tenien una renda mediana de 32.917 $ mentre que les dones 22.976 $. La renda per capita de la població era de 17.087 $. Entorn del 6,6% de les famílies i el 10% de la població estaven per davall del llindar de pobresa.